# 栄村 (茨城県)
栄村（さかえむら）は、かつて茨城県新治郡に存在した村である。現在の茨城県つくば市の南東部に位置する。

## 歴史
- 1889年（明治22年）4月1日 - 町村制の施行に伴い、横町村、上境村、土器屋村、金田村、松塚村、中根村、古来村、大村、吉瀬村が合併して発足。
- 1955年（昭和30年）7月22日 - 九重村・栗原村と合併して桜村が発足。同日栄村廃止。
- 1987年（昭和62年）11月30日 - 桜村が筑波郡谷田部町・豊里町・大穂町と合併してつくば市が発足。